# 4つの自由賞
4つの自由賞（Four Freedoms Award）またはルーズベルト4つの自由賞とは、アメリカ合衆国のフランクリン・ルーズベルト大統領が1941年1月6日の一般教書演説において表明した民主主義の原則としての次の「4つの自由」に貢献した個人・団体に贈られる賞である。
1. 言論・表現の自由
2. 信教の自由
3. 欠乏からの自由
4. 恐怖からの自由

## 歴史
第二次大戦下、ナチス・ドイツが欧州各地を侵攻し、甚大な被害をもたらしていた1941年、ルーズベルトはこれが米国の国家安全保障にとっても重大な脅威だと考えていた。彼は1月6日の一般教書演説で、物資援助の継続と米国軍需産業の増産を通じて英国を支援することを誓い、最後に「独裁者らの恐喝にひるむ」ことなく、言論・表現の自由、信教の自由、欠乏からの自由、恐怖からの自由という4つの基本的な自由を民主主義の原則とする世界が生まれることを期待すると語った。この原則は、同年8月の大西洋憲章および1945年の国際連合憲章の基礎となった。
1943年、第二次大戦への米国の参戦を受けて、画家ノーマン・ロックウェルがこの「4つの自由」を題材とした連作『4つの自由』を描き、『サタデー・イブニング・ポスト』に発表し、その後の展覧会の開催と関連商品の販売により戦争資金の調達に大きな貢献をすることになった（以下、1943年ロックウェル作『4つの自由』・カレッジパーク国立古文書館所蔵）

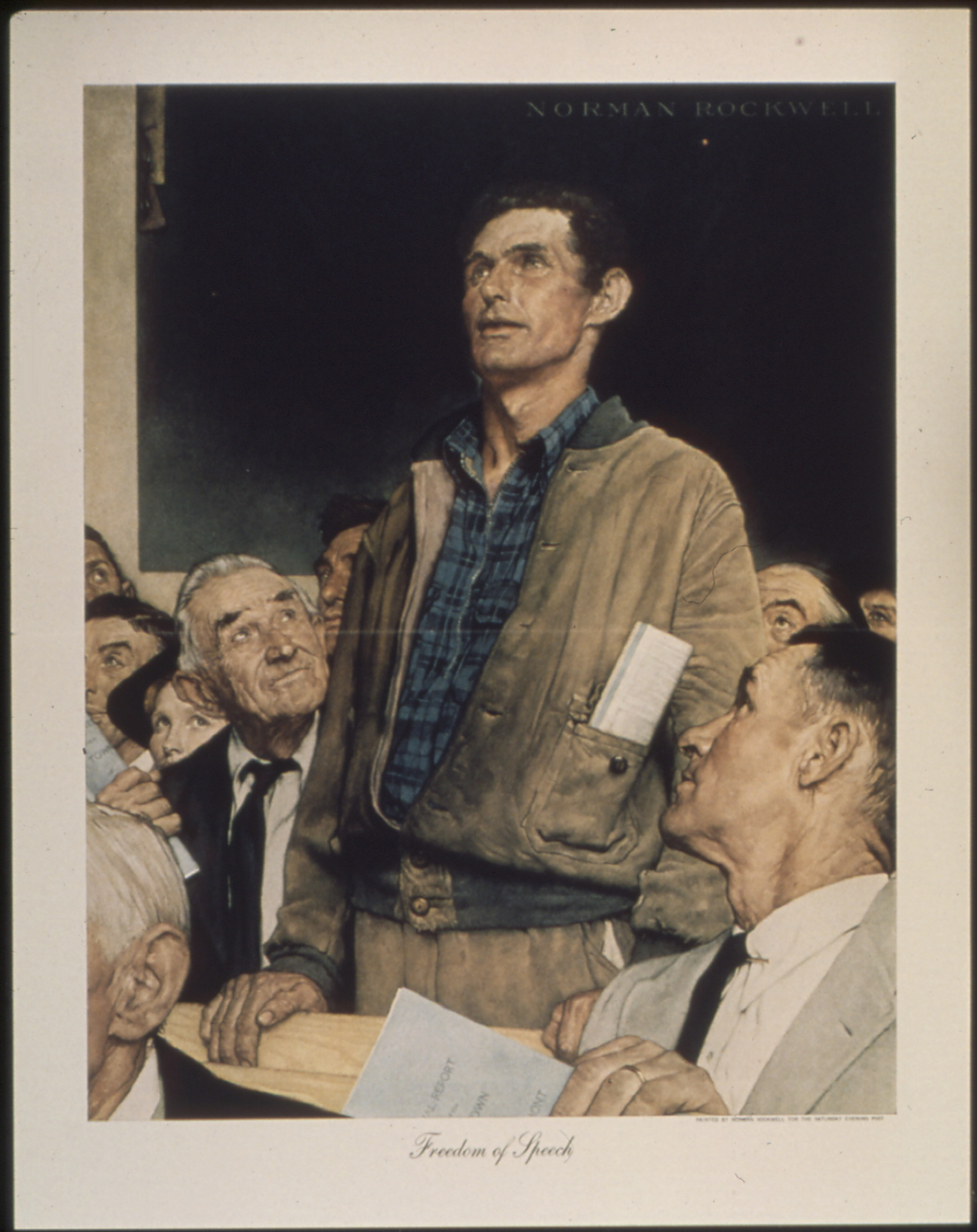
言論・表現の自由
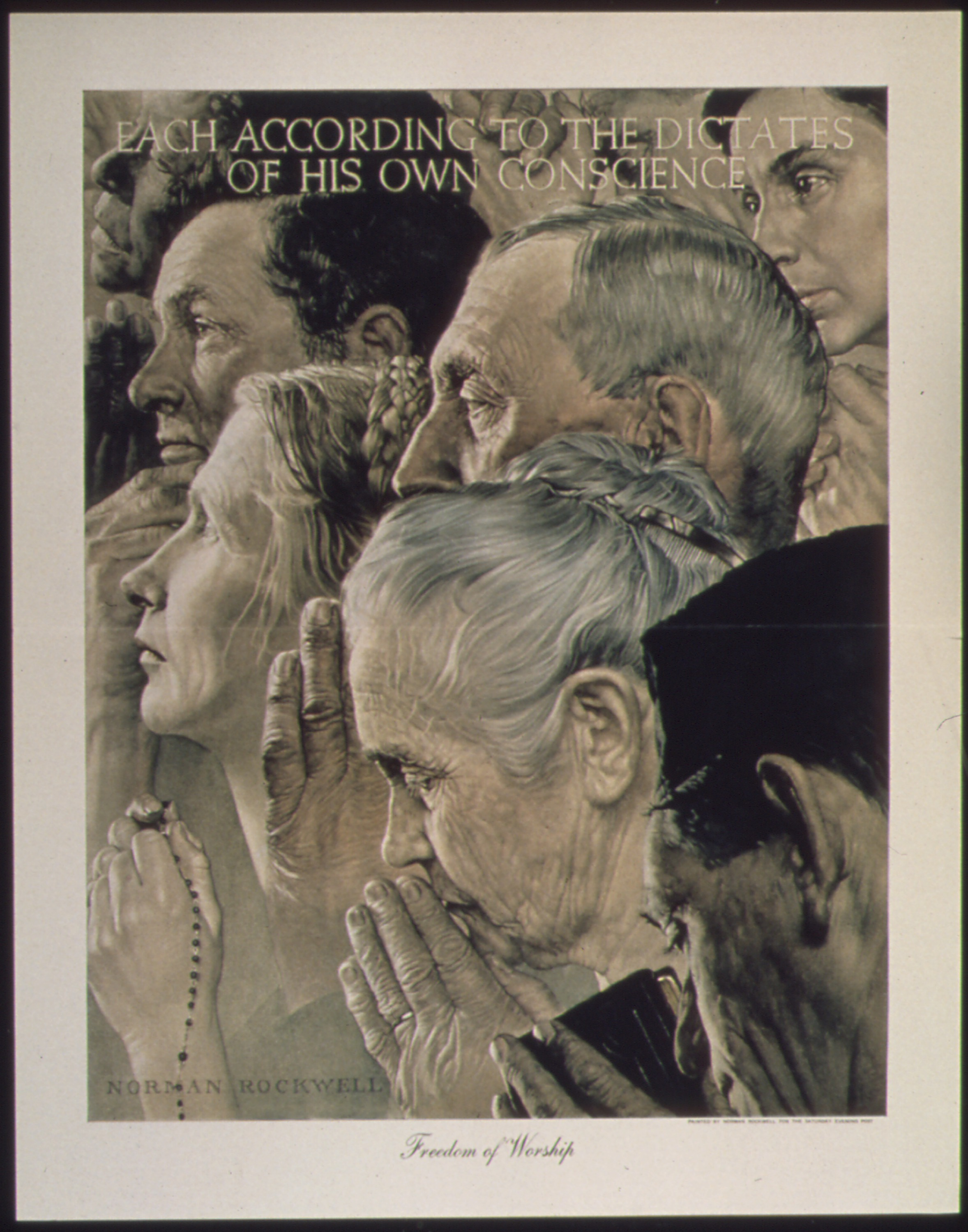
信教の自由
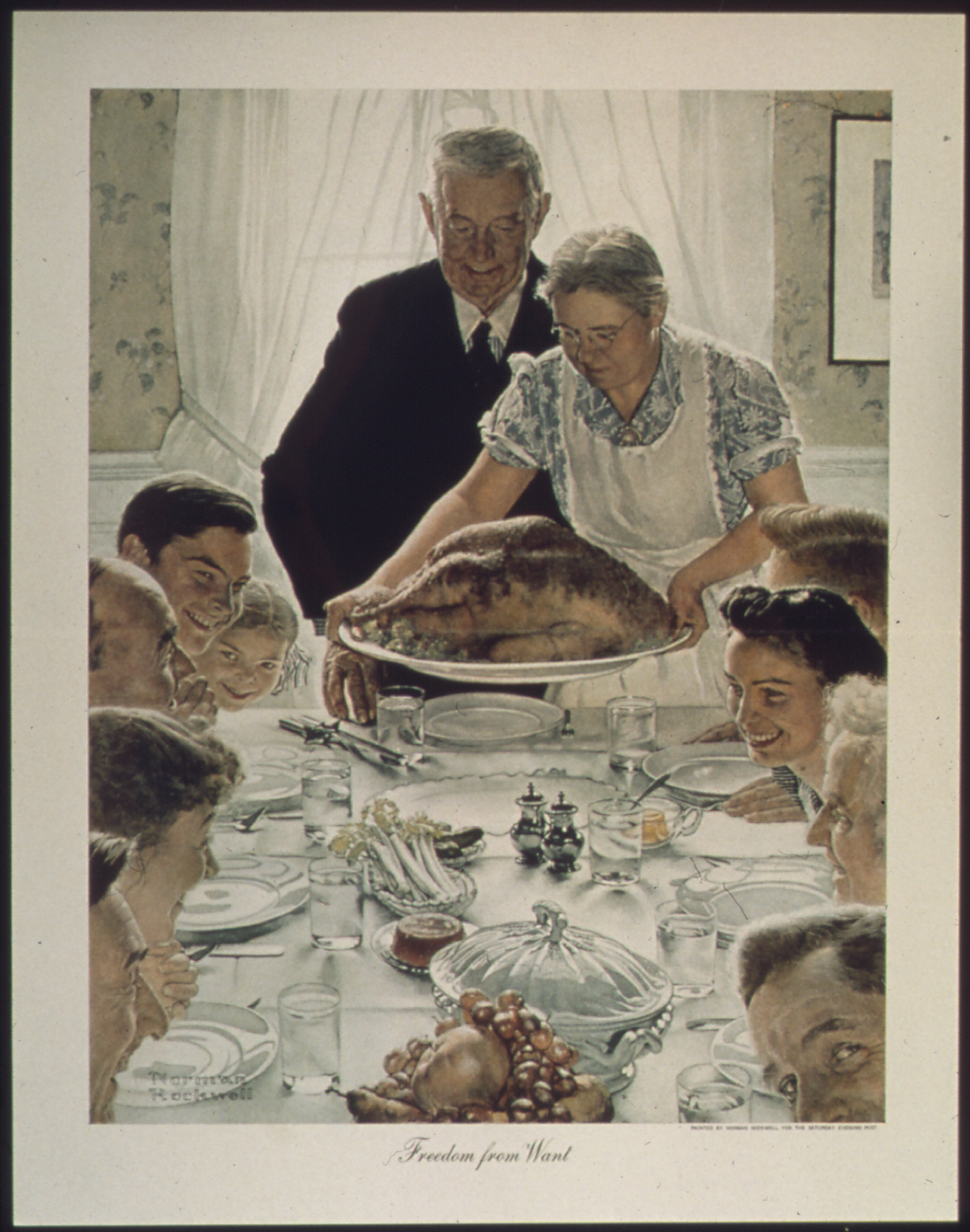
欠乏からの自由
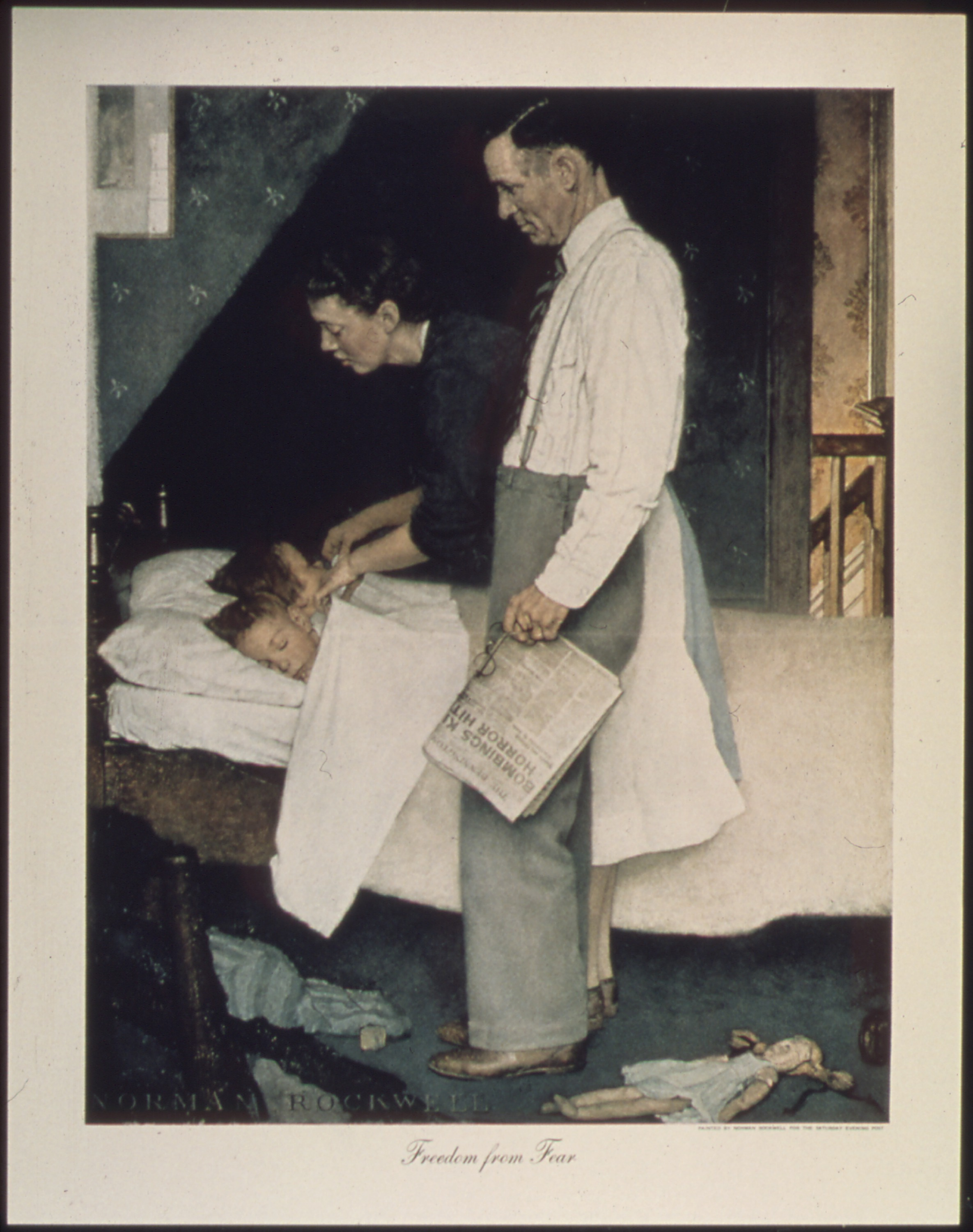
恐怖からの自由

4つの自由賞は、ルーズベルト大統領の生誕100年およびアメリカ合衆国とオランダの国交200年を記念して1982年に創設された。以後、偶数年にはオランダのミデルブルフで米国以外の（または国際的な活動を行っている）個人・団体、奇数年にはニューヨーク州ハイドパークで米国の個人・団体に各自由賞が授与される。また、これらの4つの自由に総合的に貢献した個人・団体には「国際4つの自由賞」が贈られる。

## 受賞者一覧

### 国際4つの自由賞
| 年   | ミデルブルフ (国際)                        | 年   | ハイドパーク (米国) |
| ---- | ------------------------------------------ | ---- | --- |
| 1982 | ユリアナ (オランダ女王)                    | 1983 | W・アヴェレル・ハリマン |
| 1984 | ハロルド・マクミラン                       | 1985 | クロード・ペッパー |
| 1986 | アレッサンドロ・ペルティーニ               | 1987 | ティップ・オニール |
| 1988 | ヘルムート・シュミット                     | 1989 | ウィリアム・J・ブレナン・ジュニア |
| 1990 | ヴァーツラフ・ハヴェル、ジャック・ドロール | 1991 | サーグッド・マーシャル |
| 1992 | ハビエル・ペレス・デ・クエヤル             | 1993 | サイラス・ヴァンス |
| 1994 | ダライ・ラマ14世                           | 1995 | ジミー・カーター |
| 1996 | フアン・カルロス1世 (スペイン王)           | 1997 | キャサリン・グラハム |
| 1998 | メアリー・ロビンソン                       | 1999 | エドワード・ケネディ |
| 2000 | マルッティ・アハティサーリ                 | 2001 | 第二次世界大戦の退役軍人代表： リチャード・ウィンターズ (米陸軍) ロバート・ユージン・ブッシュ (米海軍) ウィリアム・T・ケチャム (米海兵隊) リー・A・アーチャー・ジュニア (米空軍) エレン・バックリー (米海軍看護隊) |
| 2002 | ネルソン・マンデラ                         | 2003 | ジョージ・J・ミッチェル |
| 2004 | コフィー・アナン                           | 2005 | ビル・クリントン |
| 2006 | モハメド・エルバラダイ                     | 2007 | カール・レヴィン、リチャード・ルガー |
| 2008 | リヒャルト・フォン・ヴァイツゼッカー       | 2009 | ヒラリー・クリントン |
| 2010 | 欧州人権裁判所                             | 2011 | ラス・ファインゴールド |
| 2012 | ルイス・イナシオ・ルーラ・ダ・シルヴァ     | 2013 | ウェンデル・ベリー |
| 2014 | 赤十字社                                   | 2015 | ルース・ベイダー・ギンズバーグ |
| 2016 | アンゲラ・メルケル                         | 2017 | ハリー・ベラフォンテ |
| 2018 | クリスティアナ・フィゲレス - パリ協定      | 2019 | ロニー・バンチ (歴史学者、 国立アフリカ系アメリカ人歴史文化博物館館長) |
| 2020 | 国際連合                                   | 2021 | フレッド・コレマツ |
| 2022 | スヴャトラーナ・ツィハノウスカヤ           | 2023 | ナンシー・ペロシ |
| 2024 | Save Ukraine                               |      | |

### 言論・表現の自由
第一の自由は、世界のあらゆる場所における言論・表現の自由である。- 1941年1月6日、ルーズベルト一般教書演説
| 年   | ミデルブルフ (国際)                           | 年   | ハイドパーク (米国)                                 |
| ---- | --------------------------------------------- | ---- | --------------------------------------------------- |
| 1982 | マックス・ファン・デル・ストール (政治家)     | 1983 | ジョセフ・L・ラウ・ジュニア (公民権運動家)          |
| 1984 | アムネスティ・インターナショナル              | 1985 | ケネス・B・クラーク (心理学者)                      |
| 1986 | エル・パイス                                  | 1987 | ハーブロック (漫画家)                               |
| 1988 | エレン・ジョンソン・サーリーフ                | 1989 | ウォルター・クロンカイト                            |
| 1990 | (受賞なし)                                    | 1991 | ジェームス・レストン (ジャーナリスト)               |
| 1992 | ムスティスラフ・ロストロポーヴィチ            | 1993 | アーサー・ミラー                                    |
| 1994 | マリオン・G・デーンホフ (ジャーナリスト)      | 1995 | メアリー・マグローリー (ジャーナリスト)             |
| 1996 | ジョン・ヒューム                              | 1997 | シドニー・R・イェーツ (民主党下院議員)              |
| 1998 | CNN                                           | 1999 | ジョン・ルイス                                      |
| 2000 | ブロニスワフ・ゲレメク (社会・歴史学者)       | 2001 | ニューヨーク・タイムズ、オックス/サルツバーガー一家 |
| 2002 | ラジオ・フリー・ヨーロッパ/ラジオ・リバティー | 2003 | スタッズ・ターケル (作家)                           |
| 2004 | レナルト・メリ                                | 2005 | トム・ブロコウ                                      |
| 2006 | カルロス・フエンテス                          | 2007 | ビル・モイヤーズ (ホワイトハウス報道官)             |
| 2008 | ラクダール・ブラヒミ (外交官)                 | 2009 | アンソニー・D・ロメロ (弁護士)                      |
| 2010 | ノーヴァヤ・ガゼータ                          | 2011 | マイケル・コップス (連邦通信委員会)                 |
| 2012 | アルジャジーラ                                | 2013 | ポール・クルーグマン                                |
| 2014 | マリアム・ドゥラニ (人権活動家)               | 2015 | アーサー・ミッチェル (ダンサー)                     |
| 2016 | マゼン・ダルウィッシュ (弁護士)               | 2017 | ダン・ラザー                                        |
| 2018 | エロル・オンデロギュル (ジャーナリスト)       | 2019 | ボストン・グローブ                                  |
| 2020 | マリア・レッサ (ジャーナリスト)               | 2021 | ニコル・ハナ・ジョーンズ                            |
| 2022 | ド・グエン・マイ・コイ                        | 2023 | Tracie D. Hall                                      |
| 2024 | ベリングキャット                              |      |                                                     |

### 信教の自由
第二の自由は、世界のあらゆる場所においてすべての人が自分なりに神を崇める自由である。- 1941年1月6日、ルーズベルト一般教書演説
| 年   | ミデルブルフ (国際)                                                      | 年   | ハイドパーク (米国)                          |
| ---- | ------------------------------------------------------------------------ | ---- | -------------------------------------------- |
| 1982 | W・A・ヴィサー・トーフト                                                 | 1983 | コレッタ・スコット・キング                   |
| 1984 | ヴェルナー・ライヒ、ベイヤーズ・ノーディエ                               | 1985 | エリ・ヴィーゼル                             |
| 1986 | ベルナルデュス・ヨハネス・アルフリンク                                   | 1987 | レオン・サリバン                             |
| 1988 | テディ・コレック                                                         | 1989 | ファエル・レムキン、ヘイマン・ブックビンダー |
| 1990 | テーケーシュ・ラースロー                                                 | 1991 | ポール・ムーア・ジュニア                     |
| 1992 | テリー・ウェイト                                                         | 1993 | セオドア・ヘスバーグ                         |
| 1994 | ゲアハルト・M・リークナー                                                | 1995 | アンドリュー・ヤング                         |
| 1996 | ロバート・ランシー                                                       | 1997 | ウィリアム・H・グレイ3世                     |
| 1998 | デズモンド・ムピロ・ツツ                                                 | 1999 | リンディ・ボッグス                           |
| 2000 | シシリー・ソンダース                                                     | 2001 | ジョニー・カー                               |
| 2002 | ナスル・アブー・ザイド                                                   | 2003 | ロバート・ドライナン                         |
| 2004 | サリー・ヌセイベ                                                         | 2005 | コーネル・ウェスト                           |
| 2006 | テゼ共同体                                                               | 2007 | ピーター・J・ゴメス                          |
| 2008 | カレン・アームストロング                                                 | 2009 | エブー・パテル                               |
| 2010 | アスマ・ジャハンギール (弁護士・人権活動家)                              | 2011 | バリー・W・リン                              |
| 2012 | ヴァルソロメオス1世 (コンスタンディヌーポリ総主教)                       | 2013 | シモン・キャンベル                           |
| 2014 | ハッサン・ビン・タラール                                                 | 2015 | ウィリアム・バーバー2世                      |
| 2016 | デュドネ・ヌザパランガ、Omar Kobine Layama、 Nicolas Guérékoyame-Gbangou | 2017 | Rev. Dr. Steve Stone、Dr. Bashar A. Shala    |
| 2018 | パリデ・タバン                                                           | 2019 | クリスタ・ティペット(ジャーナリスト)         |
| 2020 | 世界宗教者平和会議                                                       | 2021 | ラファエル・ワーノック                       |
| 2022 | Lian Gogaliid                                                            | 2023 | Walter Earl Fluker                           |
| 2024 | Zumretay Arkin                                                           |      |                                              |

### 欠乏からの自由
第三の自由は、欠乏からの自由であり、これは、各国語に翻訳され、世界のあらゆる場所において、各国家がその居住者に健康で平和な生活を保障するための経済関係を意味するものである。- 1941年1月6日、ルーズベルト一般教書演説
| 年   | ミデルブルフ (国際)                                          | 年   | ハイドパーク (米国)                                           |
| ---- | ------------------------------------------------------------ | ---- | ------------------------------------------------------------- |
| 1982 | ヨハネス・ヴィトフェーン (政治家)                            | 1983 | ロバート・マクナマラ                                          |
| 1984 | リヴ・ウルマン                                               | 1985 | ジョン・ケネス・ガルブレイス                                  |
| 1986 | ブラッドフォード・モース                                     | 1987 | メアリー・ラスカー (メアリー・ウッダード・ラスカー公益事業賞) |
| 1988 | ハルフダン・T・マーラー (医師、世界保健機関事務局長)         | 1989 | ドロシー・ハイト (教育者)                                     |
| 1990 | エミール・バン・レネップ (政治家、経済協力開発機構事務局長)  | 1991 | ポール・ニューマン、ジョアン・ウッドワード                    |
| 1992 | ヤン・ティンバーゲン                                         | 1993 | ユーニス・ケネディ・シュライバー、サージェント・シュライバー  |
| 1994 | 緒方貞子                                                     | 1995 | レーン・カークランド                                          |
| 1996 | 国境なき医師団                                               | 1997 | マーク・ハットフィールド                                      |
| 1998 | ステファン・エセル                                           | 1999 | ジョージ・マクガヴァン                                        |
| 2000 | モンコンブ・スワミナサン                                     | 2001 | マーチ・オブ・ダイムズ                                        |
| 2002 | グロ・ハーレム・ブルントラント                               | 2003 | ドロレス・ウエルタ (公民権運動家)                             |
| 2004 | マルゲリート・バランキッツェ (「ブルンジの天使」、難民支援 ) | 2005 | マーシャ・エヴァンス                                          |
| 2006 | ムハマド・ユヌス - グラミン銀行                              | 2007 | バーバラ・エーレンライク (作家)                               |
| 2008 | ヤン・エグランド (政治家)                                    | 2009 | ヴィッキー・エスカーラ                                        |
| 2010 | モーリス・ストロング (国連環境会議事務局長)                  | 2011 | ジャクリーン・ノヴォグラッツ (アキュメンファンド)             |
| 2012 | エラ・バット (インドのマイクロファイナンス運動)              | 2013 | イモカリー労働者連合                                          |
| 2014 | ハワ・アブディ (ソマリアの医師)                              | 2015 | Olufunmilayo Olopade                                          |
| 2016 | デニ・ムクウェゲ                                             | 2017 | アイジェン・プー (全米家庭内労働者連合)                       |
| 2018 | エマニュエル・ドゥ・メロード – ヴィルンガ・アライアンス      | 2019 | フランクリン・A・トーマス (実業家、慈善事業家)                |
| 2020 | サンデル・デクラマー (ジャーナリスト)                        | 2021 | ディパック・バルガバ                                          |
| 2022 | ナイス・ナイランテイ・レングエテ                             | 2023 | Ady Barkan                                                    |
| 2024 | Sônia Guajajara                                              |      |                                                               |

### 恐怖からの自由
第四の自由は、恐怖からの自由であり、これは、各国語に翻訳され、世界のあらゆる場所において、いかなる国家も隣国に対して侵略行為を行うことができない程度にまで徹底的に、世界中で兵器を削減することを意味するものである。- 1941年1月6日、ルーズベルト一般教書演説
| 年   | ミデルブルフ (国際)                                               | 年   | ハイドパーク (米国) |
| ---- | ----------------------------------------------------------------- | ---- | --- |
| 1982 | ヘルマン・ファン・ロアイエン (外交官)                             | 1983 | ジェイコブ・ジャヴィッツ |
| 1984 | ブライアン・アークハート (退役軍人、平和維持活動担当国連事務次長) | 1985 | イジドール・イザーク・ラービ |
| 1986 | オロフ・パルメ                                                    | 1987 | ジョージ・ケナン |
| 1988 | アーマンド・ハマー                                                | 1989 | ウィリアム・フルブライト |
| 1990 | サイモン・ヴィーゼンタール                                        | 1991 | マイケル・マンスフィールド |
| 1992 | ピーター・キャリントン (第6代キャリントン男爵)                    | 1993 | ジョージ・W・ボール (外交官) |
| 1994 | Zdravko Grebo (法学者)                                            | 1995 | エリオット・リチャードソン |
| 1996 | シモン・ペレス                                                    | 1997 | ダニエル・イノウエ |
| 1998 | クレイグ・キールバーガー (児童労働問題活動家)                     | 1999 | ボビー・ミュラー (退役軍人、人権・平和活動家) |
| 2000 | ルイーズ・アルブール                                              | 2001 | 第二次世界大戦の退役軍人代表： リチャード・ウィンターズ (米陸軍) ロバート・ユージン・ブッシュ (米海軍) ウィリアム・T・ケチャム (米海兵隊) リー・A・アーチャー・ジュニア (米空軍) エレン・バックリー (米海軍看護隊) |
| 2002 | エルネスト・セディージョ                                          | 2003 | ロバート・バード |
| 2004 | マックス・コーンスタム (歴史学者、外交官)                         | 2005 | リー・H・ハミルトン、トーマス・ケイン |
| 2006 | アウンサンスーチー                                                | 2007 | ブレント・スコウクロフト |
| 2008 | ウィレマイン・フェルロープ- ウォー・チャイルド                    | 2009 | パスカル・J・ドゥモロー (連邦捜査局) |
| 2010 | ギャレス・エヴァンス                                              | 2011 | ブライアン・スティーブンソン (弁護士) |
| 2012 | フセイン・アルシャーリスタニ (政治家)                             | 2013 | Ameena Matthews |
| 2014 | マララ・ユスフザイ                                                | 2015 | ネーション (雑誌) |
| 2016 | ヒューマン・ライツ・ウォッチ                                      | 2017 | クリスティーナ・ヒメネス・モレータ (移民支援) |
| 2018 | ウルミラ・チョウドリー (Urmila Chaudhary)                         | 2019 | サンディフック・プロミス (サンディフック小学校銃乱射事件の犠牲者の家族によって結成された銃規制推進団体) |
| 2020 | レオルカ・オルランド (パレルモ市長)                               | 2021 | Worker Rights Activists for the Excluded Workers Fund |
| 2022 | ÜniKuir                                                           | 2023 | Bennie Thompson |
| 2024 | Grace Forrest                                                     |      | |

### 特別賞 (不定期)
| 年   | 受賞者                                                   |
| ---- | -------------------------------------------------------- |
| 1984 | シモーヌ・ヴェイユ                                       |
| 1990 | ミハイル・ゴルバチョフ                                   |
| 1995 | ジョナス・ソーク / ルード・ルベルス (国連難民高等弁務官) |
| 2002 | William vanden Heuvel                                    |
| 2003 | アーサー・シュレジンジャー                               |
| 2004 | アントン・ルパート / ボブ・ドール                        |
| 2005 | BBCワールドサービス / メアリー・チャーチル               |
| 2006 | マイク・ウォレス (ジャーナリスト)                        |
| 2008 | フォレスト・チャーチ                                     |

## 参考資料
- Roosevelt Four Freedoms (公式ウェブサイト)
- アメリカンセンター JAPAN 四つの自由 (1941年)